# Ixora somosomaensis
Ixora somosomaensis là một loài thực vật có hoa trong họ Thiến thảo. Loài này được Gillespie mô tả khoa học đầu tiên năm 1930.